# Menés
Menés (em árabe: مينا; em grego clássico: Μήνης; egípcio: Meni) é creditado pela tradição clássica como o primeiro faraó do Antigo Egito, de Época Tinita, fundador da primeira dinastia.
A identidade de Menés é um tema de debate em curso entre os egiptólogos. Alguns o identificam a Narmer enquanto outros o identificam a seu sucessor, Hor-Aha. Um estudo de 2014 realizado por Thomas C. Heagy compilou uma lista de 69 egiptólogos que se manifestaram a respeito da identidade de Menés. Desse total, 41 concluíram pela identificação de Menés com Narmer, enquanto 31 estão a favor de identificar Menés com Hor-Aha. Discussões recentes a favor de Narmer incluem Kinnaer, Cervelló-Autuori e Heagy.

## Nome e identidade
O nome Menés (em grego: Μήνης) é encontrado em citações da obra História do Egito do historiador Mâneto, que viveu durante o período ptolomaico. É mencionado por Heródoto, no século V a.C., sob a forma Min (Μῖν), uma variante que pode ter resultado da contaminação com o nome do deus Mim. Heródoto o identifica como o primeiro ser humano a reinar no Egito e atribui a ele a construção de uma barragem em Mênfis, desviando o curso do rio Nilo. Ainda segundo Heródoto, depois de desviar o curso do Nilo, Min teria fundado a cidade de Mênfis e mandado construir lá um lago artificial alimentado pelo rio e também um grandioso templo ao deus Hefesto (geralmente identificado com o deus egípcio Ptah). Eusébio de Cesareia identifica o Min de Heródoto com o Menés de Mâneto. A forma egípcia Meni é encontrada nas listas reais de Turim e Abidos (datadas da XIX dinastia). De acordo com essas duas listas, o primeiro faraó do Egito teria sido Meni e, de acordo com Mâneto, Menés teria sido o fundador da primeira dinastia.

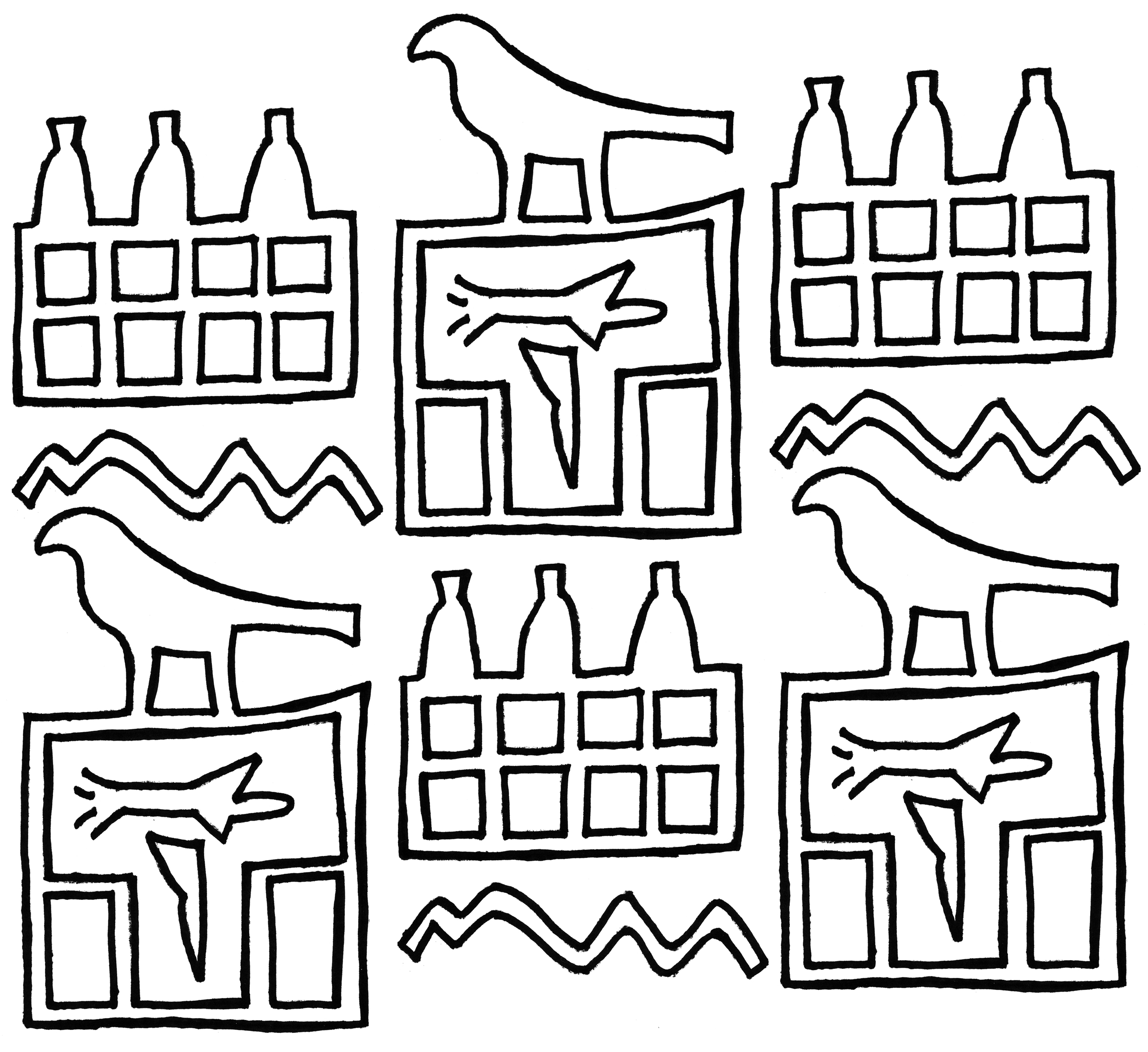
Reconstrução da impressão do selo de Narmer-Menés proveniente de Abidos.

É possível, contudo, que o nome Meni, cujo significado é "aquele que persevera", tenha sido cunhado como "um mero epíteto descritivo denotando um herói semi-lendário que, no passado remoto, tenha unificado as Duas Terras sob uma coroa e cujo nome havia sido perdido". Enquanto o unificador do Alto e Baixo Egito, o nome Meni pode remontar a Ka, Escorpião II, Narmer ou Hórus-Aha. Uma impressão de selo proveniente de Abidos apresentando o sereque de Narmer alternado com o símbolo do tabuleiro, que apresenta o valor fonético mn, complementado pelo sinal de n, sempre usado na escrita do nome completo de Menés, é a mais antiga associação entre Narmer e o nome Menés. Embora pareça uma forte evidência de que Narmer e Menés tivessem sido a mesma pessoa, a impressão do selo pode ser interpretada como contendo o nome de um príncipe de Narmer chamado Menés. Baseando-se em análises de outras impressões de selos da Primeira Dinastia contendo o nome de um ou mais príncipes, é possível interpretar que Menés tenha sido o sucessor de Narmer, ou seja, seu filho Hor-Aha, identificado com Atótis na lista dos faraós fornecida por Mâneto.

### Menés e Narmer
A escassez de menções a Menés no registro arqueológico contemporâneo às primeiras dinastias coloca em dúvida a existência de um faraó com tal nome. O nome Narmer, contudo, aparece na Paleta de Narmer, cuja figuração em ambas as faces pode remeter à unificação do Alto e Baixo Egito,  tendo dado origem à teoria que identifica Menés com Narmer.
Um rótulo de marfim proveniente de Nacada contém o nome de Hórus Aha (o faraó Atótis) ao lado de um edifício, dentro do qual está o nome nebty e o hieróglifo para mn, geralmente interpretado como o nome Menés. Uma possibilidade de interpretação é que Menés poderia ser o nome nebty de Hórus Aha.
Ambas as listas reais de Turim e Abidos listam Meni como o primeiro faraó. Ambas apresentam os nomes nebty dos faraós, não seus nomes de Hórus, sendo vitais para a reconciliação de vários registros: os nomes nebty na listas reais, os nomes de Hórus nos registros arqueológicos, os faraós da primeira dinastia de acordo com Mâneto e outras fontes históricas.
A primeira tentativa de cruzamento entre essas diferentes fontes foi realizado por Flinders Petrie, ao associar Iti com Quenquenés como o terceiro faraó da primeira dinastia, Teti (Turim) (ou outro Iti [Abidos]) com Atótis como segundo faraó, e Menés (um nome nebti) com Narmer (um nome de Hórus) como primeiro faraó da primeira dinastia. Lloyd (1994) achou esta sucessão "extremamente provável", e Cervelló-Autuori (2003), categoricamente afirma que "Menés é Narmer e a Primeira Dinastia começou com ele".

## História
Embora Heródoto (II.4) e Mâneto (Fr. 7) tenham colocado Min ou Menés como o primeiro faraó humano do Egito Antigo, nenhum deles afirma que ele tenha unificado o Egito. Seu nome não aparece nos Anais Reais contidos na Pedra do Cairo ou na Pedra de Palermo, que são listas reais, em estado fragmentário, esculpidas em estelas datadas da V dinastia. O nome Meni aparece em fontes mais tardias como o primeiro humano a governar o Egito, diretamente herdando o trono do deus Hórus. Ele também aparece em outra lista real, muito mais tardia, sempre como o primeiro faraó humano do Egito. Menés também aparece em romances demóticos do período greco-romano, demonstrando que, mesmo que tardiamente, ele foi considerado uma figura importante.
Embora a obra História do Egito de Mâneto tenha se perdido, excertos dela são encontrados em autores posteriores. Os fragmentos 6 e 7, que mencionam Menés como o primeiro faraó, são na verdade trechos da obra Eklogué Cronografias de Jorge Sincelo, um eclesiástico bizantino que viveu entre o final do século VIII e início do ÌX, nos quais ele compara duas cronologias do Egito: o Fr. 6 corresponde à cronologia fornecida por Sexto Júlio Africano (século II-III d.C.) e o Fr. 7 corresponde à cronologia de Eusébio de Cesareia (século III-IV d.C.). Ambos teriam se baseado na obra de Mâneto.
O Fr. 6, de Africano, coloca Menés de Tinis como o primeiro faraó da primeira casa real, ou dinastia, que conta com 8 faraós. Ele teria reinado por 62 anos e foi levado por um hipopótamo, sendo sucedido por seu filho Atótis.
O Fr. 7a, de Eusébio, coloca Menés de Tinis como o primeiro faraó e o identifica com o Min de Heródoto. Ele teria reinado por 60 anos e sua dinastia teria 7 descendentes. Eusébio também menciona que Menés teria realizado uma expedição ao estrangeiro e ganhado renome, mas foi levado por um hipopótamo e sucedido por Atótis.
O Fr. 7b provém da versão em armênio da obra de Eusébio e, embora também identifique Menés de Tinis com o Min de Heródoto e atribua 7 descendentes à sua dinastia, atribui 30 anos ao reinado dele, em lugar dos 60 anos atribuídos no Fr. 7a. O Fr. 7b também informa que ele avançou com seu exército para além das fronteiras de seu reino, conquistando renome por suas explorações, e foi levado por um deus hipopótamo.
Segundo os fragmentos 6, 7a e 7b, foi seu filho Atótis quem construiu um palácio em Mênfis, contradizendo Heródoto, que atribui sua construção a Min.
Menés foi visto como uma figura fundadora por grande parte da história do Antigo Egito, similar a Rômulo na Roma Antiga.
Mâneto associou a cidade de Tinis com as primeiras dinastias (Dinastia I e II) e, em particular, a Menés, um "tinita" ou nativo de Tinis. Ele atribui a construção de Mênfis ao filho de Menés, Atótis, e chama os faraós da III dinastia de "menfitas". No entanto é pouco provável que apenas durante o reinado do sucessor de Menés, a capital tenha sido transferida para Mênfis, pois, sua localização possibilitaria um controle mais eficiente sobre o recém-incorporado Baixo Egito, assim como das rotas comerciais com o Oriente Próximo.
Eusébio de Cesareia, ao comentar a cronologia de Manetão, observa que a duração total dos reinos egípcios é muito longa, e sugere que as várias dinastias de Manetão poderiam ter reinado ao mesmo tempo, em diversas partes do Egito, com reis em Tinis, Mênfis, Saís e na Etiópia.
Locais como Hieracômpolis e Nacada, por sua importância durante o período pré-dinástico, receberam templos. Da mesma forma, Abidos foi mantida como necrópole da I dinastia.

### Influência cultural
Diodoro Sículo afirma que Menés introduziu a adoração dos deuses e a prática de sacrifícios tão bem quanto um mais elegante e luxuoso estilo de vida.
Por esta última invenção, a memória de Menés foi desonrada pelo faraó da XXIV Dinastia Tefnacte, e Plutarco menciona um pilar de Tebas sob o qual foi inscrito uma maldição contra Menés como o introdutor da ostentação.

### Episódio do crocodilo
Diodoro Sículo recorda uma história de Menés, relatada pelos sacerdotes do deus crocodilo Suco de Crocodilópolis, em que o faraó Menés, atacado por seus próprios enquanto caçava, fugiu atravessando o lago Moéris nas costas de um crocodilo e, em agradecimento, fundou a cidade de Crocodilópolis.
Edwards (1974) afirma que "a lenda, que está, obviamente, cheia de anacronismos, é manifestamente desprovida de valor histórico", mas Mastepo (1910), embora reconhecendo a possibilidade de que as tradições relativas a outros reis podem ter-se misturado com essa história, rejeita a sugestão de alguns comentadores de que a história deve ser transferida para o faraó Amenemés III da XII dinastia e não vê nenhuma razão para duvidar de que Diodoro não registrou corretamente uma tradição de Menés.
Joseph (2004) interpreta a história como uma alegoria para a vitória de Menés e seus aliados em sua guerra de unificação, e em que os inimigos de Menés são simbolizados insultuosamente como os cães.
Faber (1816), tendo a palavra campsa o significado tanto de crocodilo como arca e preferindo este último, identifica Menés como Noé e toda a história como um mito do dilúvio.

### Morte
Segundo Manetão, Menés reinou por 30 (ou 60 anos) e foi morto por um hipopótamo.

### Outros usos
Alguns estudiosos afirmam que o nome do rei Minos quem governou a Antiga Creta é derivado de Menés assim como os nomes Tsar, Cáisere "Czar" são derivados de César. Como não há nenhuma menção de Menés nos registros arqueológicos egípcios, é também possível que seu nome foi derivado de Minos.

## Na cultura popular
Alexander Dow (1735/6-1779), um dramaturgo e orientalista escocês, escreveu a tragédia Sethona, situada no Antigo Egito, em que o personagem principal, Menés, é descrito na dramatis personæ como "próximo herdeiro masculino para a coroa" agora usada por Serápis, e foi interpretado por Samuel Reddish em uma produção de 1774 por David Garrick no Teatro Drury Lane.